# Furggu
De Furggu is een 1872 meter hoge bergpas in het zuidoosten van het Zwitserse kanton Wallis.
Het is een van de onbekendere paswegen van de Alpen. De Furggu is met de auto alleen te bereiken vanuit het nauwe en dunbevolkte Zwischbergental. De weg omhoog is smal, maar goed onderhouden. Onderweg moet men wel rekening houden met loslopend vee dat ook gebruik van de weg maakt. De pashoogte ligt ingebed tussen de 2439 meter hoge Seehorn en de Guggilhorn (2352 m). Ten westen van de pas verrijzen de vergletsjerde vierduizenders Weissmies en Lagginhorn.
Vanaf de top daalt de weg af naar het westen, richting Simplon. Na enkele honderden meters is deze echter afgesloten voor verkeer.
De gemarkeerde wandelroute Stockalperweg, van Brig naar Gondo voert over de Furggu. Een andere populaire tocht is de beklimming van de nabije Seehorn. De top van deze berg is redelijk eenvoudig in twee uur te bereiken vanaf de pashoogte.
Albrun · Albula · Alpe Gesero · Bernina · Brünig · Chasseral · Croix · Ferret · Flüela · Forclaz · Furka · Furggu · Gemmi · Glas · Glaubenberg ·  Glaubenbüelen · Gries · Grimsel · Grote Scheidegg · Grote St.-Bernhard · Gurnigel · Gueulaz · Jaun · Julier · Klausen · Kleine Scheidegg · Kunkel · Lenzerheidepas · Livigno · Lukmanier · Maloja · Moosalp · Morgins · Mosses · · Saanenmöser · Neggia · Nufenen · Oberalp · Ofen · Pillon · Planches · Pragel · San Bernardino · Sanetsch · Schallenberg · Simplon · Sint-Gotthard · Splügen · Susten · Umbrail · Vue des Alpes · Wolfgang